# Jokwa Linea
La Jokwa Linea è una struttura geologica della superficie di Venere.